# Mitre Sports International
Mitre Sports International được biết đến với tên Mitre là một nhà sản xuất trang phục và thiết bị thể thao của Anh. Đây là nhà sản xuất thể thao lâu đời nhất trên thế giới. Thành lập tại Huddersfield vào năm 1817, và hiện thuộc sở hữu của tập đoàn Pentland Group. Mitre là nhà cung cấp bóng Mitre Delta V12S cho các trận đấu bóng đá chuyên nghiệp tại Cúp Liên đoàn bóng đá Anh, English Football League, Scottish Premiership, Welsh Premier Division, Football League Trophy và cho nhiều giải đấu khác nữa. Các sản phẩm nổi bật của công ty này bao gồm Delta Hyperseam, Max Hyperseam và ProMax Hyperseam. Thương hiệu thể thao này cũng có mặt tại khu vực Đông Nam Á tại Giải vô địch bóng đá Đông Nam Á và Giải bóng đá vô địch quốc gia Singapore.

## Lịch sử
Trong 1817, Benjamin Crook mở một cửa hàng thuộc da ở Huddersfield, và lấy tên của mình đặt cho nó.. Năm 1949, nó đã được đổi tên thành "Mitre", công ty sản xuất bóng đá và bóng bầu dục cho nhiều câu lạc bộ trên thế giới. Năm 1959, Mitre đa dạng bằng cách thâm nhập vào thị trường của cricket, da mềm và ba lô và một năm sau đó là thêm cả giày thể thao. Huyền thoại bóng đá Denis Law của Manchester United F.C. trở thành người đại sứ hình ảnh chính thức đầu tiên của Mitre vào năm 1964. Hai năm sau, Mitre tiếp tục trở thành nhà cung cấp bóng chính thức cho Hiệp hội bóng đá Anh, và trong 40 năm tới, các trận chung kết FA Cup sẽ sử dụng trái bóng của Mitre.
Muhammad Ali đã mặc trang phục của Mitre trong trận so găng chuyên nghiệp thứ 59 của mình với Leon Spinks ở New Orleans và Stuart Pearce cũng sử dụng giày thi đấu bóng đá Mitre vào năm 1977. Mitre cũng là nhà cung cấp bóng chính thức cho Giải Rugby thế giới 1987 đồng đăng cai bởi Úc và New Zealand. Năm 1992, Mitre trở thành nhà cung cấp bóng chính thức cho Giải bóng đá Ngoại hạng Anh mới được thành lập, giới thiệu bóng tổng hợp của nó thay vì bóng da đã được sử dụng trước đó. Năm 2003, quả bóng Mitre đã được sử dụng trong Giải vô địch bóng lưới thế giới được tổ chức tại Jamaica. Đội tuyển bóng rổ quốc gia Anh xuất hiện tại giải đấu cũng mặc trang phục của Mitre.

## Tài trợ
Sau đây là danh sách các đội, hiệp hội và vận động viên sử dụng trang phục và dụng cụ thi đấu do Mitre cung cấp:

### Câu lạc bộ
- Deportivo Español
- Deportivo Morón
- Los Andes
- Nueva Chicago
- San Martín de San Juan
- Villa Mitre
- Barnechea[3]
- Huachipato[4]
- Deportes Tolima[5]
- Næstved Boldklub
- Glenn Hoddle Academy
- Accrington Stanley
- Persebaya Surabaya
- Persijap Jepara
- Kagoshima United FC
- FC Osaka
- Tochigi Uva FC
- Waikato FC
- Berwick Rangers[6]
- Woodlands Wellington
- Luque
- Tanjong Pagar
- Rhyl F.C.
- Thép Xanh Nam Định

### Liên đoàn
Mitre cung cấp bóng chính thức cho các liên đoàn bóng đá sau:
- AFF Suzuki Cup (trận đấu chính thức)
- English Football League (tất cả các giải đấu)[7]
- Scottish Football League (tất cả các trận đấu)
- Liên đoàn bóng đá Litva
- Liga Panameña
- Cúp bóng đá Nga
- Philippines Football League
- Hiệp hội bóng đá Wales[8]
- Liga Nacional de Honduras
- Netball League (tất cả các giải đấu)
- Hiệp hội bóng đá Singapore (S.League, National Football League và Island Wide League)[9]
- National Premier Soccer League
- Major Arena Soccer League

### Vận động viên
- Mark Schwarzer
- Andrew Plummer
- Nick Jordan
- Nick Jupp
- Tom Smith
- Liam O'Brien
- Luke Denis Le Seve
- Joshua Bowers
- Charlie Tan
- Danny Goldberg
- Andrey Bukhlitskiy
- Chad Harpur
- Ian Joyce
- Neil Etheridge
- Wayne Hennessey
- Rodolfo Zelaya
- Nozawa Yosuke
- Khairulhin Khalid
- Beatrice Tan
- Phan Văn Đức
- Phạm Xuân Mạnh
- Quế Ngọc Hải
- Trần Nguyên Mạnh
- Hồ Tuấn Tài
- Nguyễn Văn Hoàng
- Trần Phi Sơn
- Hoàng Văn Khánh
- Michael Olaha
- Joel Vinicius
- Alvaro Silva
- Novak Djokovic
- Roger Federer

### Bóng lưới
Mitre cung cấp bóng thi đấu chính thức cho hiệp hội và các vận động viên bóng lưới sau:
- Mo'onia Gerrard[10]
- Đội tuyển quốc gia Anh[10]
- Đội tuyển quốc gia Nam Phi[10]

### Rugby
Công ty tài trợ cho những vận động viên sau:
- Aaron Liffchak[11]
- Peter Bracken[11]
- Luke McAlister[11]
- Albert Van den Berg[11]
- Johann Muller[11]
- Richard Mustoe[11]
- Nick Macleod[11]